# Bosanskohercegovačka nogometna reprezentacija
Bosanskohercegovačka nogometna reprezentacija je nogometna reprezentacija Bosne i Hercegovine, pod vodstvom Nogometnog saveza BiH. Reprezentacija je nastala nakon proglašavanja neovisnosti BiH i raspadom Jugoslavije. Od 1996. godine su članica FIFA-e i UEFA-e.
Na aktualnoj FIFA ljestvici BiH se nalazi na 69. mjestu.

## Povijest
Prva bosanskohercegovačka reprezentacija nakon proglašenja nezavisnosti je bila mediteranska ekipa koja je sudjelovala na Mediteranskim igrama 1993. godine u Montpelliereu, u Francuskoj. Prvu utakmicu BiH je odigrala protiv reprezentacije Alžira.
Bosanskohercegovačka "A" nogometna reprezentacija je svoju prvu službenu utakmicu odigrala 1995. godine protiv Albanije u gostima. Godinu poslije bh. nogometni savez je primljen u svjetsku nogometnu federaciju (FIFA), što je omogućilo i prvo sudjelovanje u kvalifikacijama za SP u Francuskoj 1998. godine. Prvi kvalifikacijski meč odigran je na gostujućem terenu protiv Grčke, u Kalmati. Godine 1998. bh. nogometni savez je primljen u europsku nogometnu federaciju (UEFA) kao punopravan član.
Nakon lošeg starta u kvalifikacijama za EURO 2008. godine i bojkota nekoliko standardnih igrača smijenjen je dotadašnji izbornik Blaž Slišković. U siječnju 2008. godine Meho Kodro izabran je za izbornika reprezentacije između protukandidata Lothara Matthaeusa i Zlatka Cice Kranjčara. Već 16. svibnja iste godine Kodro dobiva otkaz i odlazi s klupe žuto-plavih. Kao razlog smjene istaknuto je Kodrino odbijanje vođenja reprezentacije u prijateljskoj utakmici s Iranom. Više članova izvršnog odbora također je podnijelo ostavku.
U srpnju 2008. godine na čelo reprezentacije dolazi Miroslav Ćiro Blažević, te uspješno vodi reprezentaciju do 2009. godine. Te godine je podnio ostavku, a na mjestu izbornika reprezentacije mijenja ga Safet Sušić. U kvalifikacijama za SP 2014. godine BiH osvaja prvo mjesto u skupini G i izravan plasman na svoje prvo veliko natjecanje.
| 1994.  | nije sudjelovala                  | nije sudjelovala                  | nije sudjelovala                  | nije sudjelovala                  | nije sudjelovala                  | nije sudjelovala                  | nije sudjelovala                  | nije sudjelovala                  |
| 1998.  | nije prošla kvalifikacije         | nije prošla kvalifikacije         | nije prošla kvalifikacije         | nije prošla kvalifikacije         | nije prošla kvalifikacije         | nije prošla kvalifikacije         | nije prošla kvalifikacije         | nije prošla kvalifikacije         |
| 2002.  | nije prošla kvalifikacije         | nije prošla kvalifikacije         | nije prošla kvalifikacije         | nije prošla kvalifikacije         | nije prošla kvalifikacije         | nije prošla kvalifikacije         | nije prošla kvalifikacije         | nije prošla kvalifikacije         |
| 2006.  | nije prošla kvalifikacije         | nije prošla kvalifikacije         | nije prošla kvalifikacije         | nije prošla kvalifikacije         | nije prošla kvalifikacije         | nije prošla kvalifikacije         | nije prošla kvalifikacije         | nije prošla kvalifikacije         |
| 2010.  | ispala u dodatnim kvalifikacijama | ispala u dodatnim kvalifikacijama | ispala u dodatnim kvalifikacijama | ispala u dodatnim kvalifikacijama | ispala u dodatnim kvalifikacijama | ispala u dodatnim kvalifikacijama | ispala u dodatnim kvalifikacijama | ispala u dodatnim kvalifikacijama |
| 2014.  | Prvi krug                         | Prvi krug                         | Prvi krug                         | Prvi krug                         | Prvi krug                         | Prvi krug                         | Prvi krug                         | Prvi krug                         |
| 2018.  | nije prošla kvalifikacije         | nije prošla kvalifikacije         | nije prošla kvalifikacije         | nije prošla kvalifikacije         | nije prošla kvalifikacije         | nije prošla kvalifikacije         | nije prošla kvalifikacije         | nije prošla kvalifikacije         |
| 2022.  | nije prošla kvalifikacije         | nije prošla kvalifikacije         | nije prošla kvalifikacije         | nije prošla kvalifikacije         | nije prošla kvalifikacije         | nije prošla kvalifikacije         | nije prošla kvalifikacije         | nije prošla kvalifikacije         |
| Ukupno | 1 završnica / 8 natjecanja        | 1 završnica / 8 natjecanja        | 1 završnica / 8 natjecanja        | 1 završnica / 8 natjecanja        | 1 završnica / 8 natjecanja        | 1 završnica / 8 natjecanja        | 1 završnica / 8 natjecanja        | 1 završnica / 8 natjecanja        |

| 1996.  | nije sudjelovala                  | nije sudjelovala                  | nije sudjelovala                  | nije sudjelovala                  | nije sudjelovala                  | nije sudjelovala                  | nije sudjelovala                  | nije sudjelovala                  |
| 2000.  | nije se kvalificirala             | nije se kvalificirala             | nije se kvalificirala             | nije se kvalificirala             | nije se kvalificirala             | nije se kvalificirala             | nije se kvalificirala             | nije se kvalificirala             |
| 2004.  | nije se kvalificirala             | nije se kvalificirala             | nije se kvalificirala             | nije se kvalificirala             | nije se kvalificirala             | nije se kvalificirala             | nije se kvalificirala             | nije se kvalificirala             |
| 2008.  | nije se kvalificirala             | nije se kvalificirala             | nije se kvalificirala             | nije se kvalificirala             | nije se kvalificirala             | nije se kvalificirala             | nije se kvalificirala             | nije se kvalificirala             |
| 2012.  | ispala u dodatnim kvalifikacijama | ispala u dodatnim kvalifikacijama | ispala u dodatnim kvalifikacijama | ispala u dodatnim kvalifikacijama | ispala u dodatnim kvalifikacijama | ispala u dodatnim kvalifikacijama | ispala u dodatnim kvalifikacijama | ispala u dodatnim kvalifikacijama |
| 2016.  | ispala u dodatnim kvalifikacijama | ispala u dodatnim kvalifikacijama | ispala u dodatnim kvalifikacijama | ispala u dodatnim kvalifikacijama | ispala u dodatnim kvalifikacijama | ispala u dodatnim kvalifikacijama | ispala u dodatnim kvalifikacijama | ispala u dodatnim kvalifikacijama |
| 2021.  | ispala u dodatnim kvalifikacijama | ispala u dodatnim kvalifikacijama | ispala u dodatnim kvalifikacijama | ispala u dodatnim kvalifikacijama | ispala u dodatnim kvalifikacijama | ispala u dodatnim kvalifikacijama | ispala u dodatnim kvalifikacijama | ispala u dodatnim kvalifikacijama |
| Ukupno | 0 završnica / 7 natjecanja        | 0 završnica / 7 natjecanja        | 0 završnica / 7 natjecanja        | 0 završnica / 7 natjecanja        | 0 završnica / 7 natjecanja        | 0 završnica / 7 natjecanja        | 0 završnica / 7 natjecanja        | 0 završnica / 7 natjecanja        |

## Kvalifikacije zaSvjetsko prvenstvo 2014.
| Reprezentacija | Ut. | Pob. | N. | Por. | G+ | G- | GR  | Bod. |
| -------------- | --- | ---- | -- | ---- | -- | -- | --- | ---- |
| BiH            | 10  | 8    | 1  | 1    | 35 | 6  | 24  | 25   |
| Grčka          | 10  | 8    | 1  | 1    | 12 | 4  | 8   | 25   |
| Slovačka       | 10  | 3    | 4  | 3    | 11 | 10 | 1   | 13   |
| Litva          | 10  | 3    | 2  | 5    | 9  | 11 | -2  | 11   |
| Latvija        | 10  | 2    | 2  | 6    | 10 | 20 | -10 | 8    |
| Lihtenštajn    | 10  | 0    | 2  | 8    | 4  | 25 | -21 | 2    |

## Statistike
| Broj | Igrač              | Godine           | Nastupi | Golovi |
| ---- | ------------------ | ---------------- | ------- | ------ |
| 1    | Edin Džeko*        | 2007. – trenutno | 112     | 59     |
| 2    | Miralem Pjanić*    | 2008. – trenutno | 98      | 15     |
| 3    | Emir Spahić        | 2003. – 2008.    | 94      | 6      |
| 4    | Zvjezdan Misimović | 2004. – 2014.    | 85      | 26     |
| 5    | Vedad Ibišević*    | 2007. – 2018.    | 83      | 28     |
| 6    | Asmir Begović*     | 2009. – trenutno | 62      | 0      |
| 8    | Haris Medunjanin*  | 2009. – 2018.    | 60      | 9      |
| 7    | Senad Lulić*       | 2008. – 2018.    | 57      | 4      |
| 9    | Edin Višća*        | 2010. – trenutno | 55      | 10     |
| 10   | Elvir Bolić        | 1996. – 2006.    | 51      | 22     |

| Broj | Igrač              | Godine           | Golovi | Nastupi |
| ---- | ------------------ | ---------------- | ------ | ------- |
| 1    | Edin Džeko*        | 2007. – trenutno | 59     | 112     |
| 2    | Vedad Ibišević*    | 2007. – 2018.    | 28     | 80      |
| 3    | Zvjezdan Misimović | 2004. – 2014.    | 25     | 84      |
| 4    | Elvir Bolić        | 1996. – 2006.    | 22     | 51      |
| 5    | Sergej Barbarez    | 1998. – 2006.    | 17     | 48      |
| 6    | Miralem Pjanić*    | 2008. – trenutno | 15     | 98      |
| 7    | Elvir Baljić       | 1996. – 2005.    | 14     | 38      |
| 8    | Zlatan Muslimović  | 2006. – 2011.    | 12     | 30      |
| 9    | Edin Višća*        | 2010. – trenutno | 10     | 55      |
| 10   | Haris Medunjanin*  | 2009. – 2018.    | 9      | 60      |

## Izbornici
Zadnji put ažurirano: 19. travnja 2024.
| Godine        | Drž. | Izbornici          | Utakmica | Pobjeda | Neriješeno | Poraza |
| ------------- | ---- | ------------------ | -------- | ------- | ---------- | ------ |
| 1995. – 1997. |      | Fuad Muzurović     | 18       | 7       | 2          | 9      |
| 1998. – 1999. |      | Džemaludin Mušović | 7        | 1       | 2          | 4      |
| 1999.         |      | Faruk Hadžibegić   | 7        | 2       | 2          | 3      |
| 1999.         |      | Avdo Kalajdžić     | 1        | 0       | 1          | 0      |
| 2000. – 2001. |      | Mišo Smajlović     | 14       | 5       | 4          | 5      |
| 2002. – 2006. |      | Blaž Slišković     | 37       | 11      | 11         | 15     |
| 2007.         |      | Fuad Muzurović     | 9        | 3       | 0          | 6      |
| 2008.         |      | Meho Kodro         | 2        | 0       | 1          | 1      |
| 2008.         |      | Denijal Pirić      | 1        | 1       | 0          | 0      |
| 2008. – 2009. |      | Miroslav Blažević  | 17       | 8       | 2          | 7      |
| 2010. – 2014. |      | Safet Sušić        | 50       | 23      | 9          | 18     |
| 2015. – 2017. |      | Mehmed Baždarević  | 23       | 13      | 5          | 5      |
| 2018. – 2019. |      | Robert Prosinečki  | 22       | 9       | 6          | 7      |
| 2019. – 2020. |      | Dušan Bajević      | 8        | 0       | 3          | 5      |
| 2021. – 2022. |      | Ivajlo Petev       | 20       | 6       | 7          | 7      |
| 2023.         |      | Faruk Hadžibegić   | 4        | 1       | 0          | 3      |
| 2023.         |      | Meho Kodro         | 2        | 1       | 0          | 1      |
| 2023. – 2024. |      | Savo Milošević     | 5        | 1       | 0          | 4      |
| 2024. – danas |      | Sergej Barbarez    | 0        | 0       | 0          | 0      |

## Vanjske poveznice
- Službene stranice Nogometnog saveza BIH (boš.)/(engl.)